# А-1
А-1 (У-с4, Ус-4, «учбовий, серії 4») — навчальний одномісний планер конструкції Олега Антонова.

## Конструкція
Планер А-1 призначався для початкового навчання. Був створений на базі попередньої розробки Олега Антонова - планера «Стандарт-2».
Являє собою чотирьохпідкосний моноплан з високорозташованим крилом.
Як фюзеляж використовується плоска центральна ферма з хвостовою балкою, на якій розташоване хвостове оперення. Балка з'єднується шарніром з центральної фермою. Завдяки цьому хвостову частину планера можна скласти уздовж розмаху крила. При цьому не відбувається порушення регулювання тросів керування рулями. Ця особливість полегшує транспортування планера, зменшує необхідне для його зберігання місце.
Носовий обтічник може зніматися.
Для зльоту і посадки використовуються лижа або дерев'яне колісне шасі.
Вдала конструкція, яка цілком відповідає призначенню планера, призвела до того, що планер був виготовлений великою серією. Більш того, планер став родоначальником цілого ряду літальних апаратів різного призначення.
Копії планера також виготовлялися в інших країнах, зокрема серійне виробництво копій було організовано в Туреччині та Фінляндії. В Туреччині планер використовувася для початкового навчання військових пілотів.
Через простоту конструкції та використання в основному деревини і тканини, планер є доступним для самостійного виготовлення невеликими авіаклубами та аматорами.

## Модифікації
Літера "с" у назві означає "серії".
| Країна | Назва               | Рік       | Тип                          | Екіпаж | Кількість          | Виробник | Примітки |
| ------ | ------------------- | --------- | ---------------------------- | ------ | ------------------ | -------- | --- |
| СРСР   | Стандарт-1          | 1929      | прототип                     |        |                    | ДОСААФ   | У 1933 році було створено модифікаці серії ИП («испытание профиля») — експериментальні планери ИП-1 та ИП-2                                                                                                 |
| СРСР   | Стандарт-2 (ОКА-5)  | 1929      | прототип                     | 1      |                    | ДОСААФ   | У 1933 році було створено модифікаці серії ИП («испытание профиля») — експериментальні планери ИП-1 та ИП-2                                                                                                 |
| СРСР   | У-с1 (Ус-1, ОКА-8)  | 1930      | навчальний                   |        |                    | ДОСААФ   | |
| СРСР   | У-с2 (Ус-2, ОКА-9)  | 1931      | навчальний                   |        |                    | ДОСААФ   | |
| СРСР   | У-с3 (Ус-3)         | 1932      | навчальний                   | 1      | 1600               | ДОСААФ   | Перша серійна модифікація. |
| СРСР   | П-с1 (Пс-1, «Упар») | 1932      | навчальний ширяч             | 1      | 800                | ДОСААФ   | Паритель або Упар («учебный паритель»). |
| СРСР   | ОКА-12              | 1932      | навчальний експериментальний |        | 800                | ДОСААФ   | |
| СРСР   | П-с2 (Пс-2)         | 1933      | навчальний ширяч             | 2      | 800                | ДОСААФ   | |
| СРСР   | У-с4 (Ус-4)         | 1934      | навчальний                   | 1      |                    | ДОСААФ   | Отримав офіційну назву А-1 у 1938 році. |
| СРСР   | Б-с3 (Бс-3)         |           | буксирувальний               | 1      | 650 (до 1937 року) | ДОСААФ   | |
| СРСР   | Б-с4 (Бс-4)         | 1934      | буксирувальний               |        | 650 (до 1937 року) | ДОСААФ   | |
| СРСР   | Б-с5 (Бс-5, ОКА-31) | 1935      | буксирувальний               | 1      | 650 (до 1937 року) | ДОСААФ   | |
| СРСР   | У-с5 (Ус-5, ОКА-32) | 1936      | навчальний                   | 2      |                    | ДОСААФ   | |
| СРСР   | У-с6 (Ус-6)         | 1936-1937 | навчальний                   | 2      |                    | ДОСААФ   | Прототип А-2. |
| СРСР   | А-1 (Ус-4)          | 1938      | навчальний                   | 1      |                    | ДОСААФ   | Модифікація У-с4 для масового виробництва. Найбільш поширена версія. Інколи ще називають Антонов А-1, але офіційно такої назви не існувало. У 1949 році було видано друком опис та альбом креслень планера. |
| СРСР   | А-2                 | 1942      | навчальний                   | 2      |                    | ДОСААФ   | |
| СРСР   | А-3 («Молодь»)      | 1953      | навчальний                   | 2      |                    | ДОСААФ   | |

| Країна    | Назва              | Рік       | Базова версія | Кількість | Виробник            | Примітки |
| --------- | ------------------ | --------- | ------------- | --------- | ------------------- | --- |
| Туреччина | THK-4              | 1935      | У-с4 (Ус-4)   | 40        | THK                 | Ліцензійна копія У-с4. Використовувався для навчання турецьких військових льотчиків. У Музеї Турецької авіаційної асоціації в Анкарі встановлено монументальну скульптуру у вигляді долоні яка запускає планер THK-4. |
| Туреччина | THK-7              | 1935      | П-с2 (Пс-2)   | 40        | THK                 | Ліцензійна копія П-с2. |
| Туреччина | MKEK-6             |           | У-с4 (Ус-4)   |           | MKE                 | Двомісна модифікація THK-4. |
| Фінляндія | Harakka I          | 1945      | У-с3 (Ус-3)   | 28        |                     | Не ліцензійна копія створена на основі захоплених планерів та креслень під час фінського визволення міста Äänislinna (нині Петрозаводськ). Планер відкритого типу (без обтікача) з шасі типу лижа. |
| Фінляндія | Harakka II (PIK-7) |           | У-с3 (Ус-3)   |           | PIK                 | Модифікація Harakka I з посиленою конструкцією, розроблена студентським аероклубом Університету Аалто. Планер Harakka II «Muna» мав обтічник еліпсоподібної форми з відкритою кабіною. |
| Фінляндія | Harakka III        | 1948      | У-с3 (Ус-3)   | 1         |                     | Версія з покращеним хвостовою балкою замість ферменної конструкції. У 2002 році відреставрований до стану льотної придатності. |
| Фінляндія | Motorized Harakka  |           | У-с3 (Ус-3)   | 1         |                     | Експериментальний літак зі штовхаючим гвинтом, оснащений двигуном від автомобіля Citroën 2CV. |
| РРФСР     |                    | 1960-1980 | А-1           | 1         |                     | Репліка А-1 аматорської конструкції. Модифікація у вигляді мотопланера (1 двигун зі штовхаючим гвинтом). Фото були опубліковані в мережі. |
| РРФСР     |                    | 1985-1990 | А-1           | 1         | VeSiL               | Репліка А-1 аматорської конструкції. Фото були опубліковані в мережі. |
| РРФСР     |                    | 1980-1991 | А-1           | 1         | М.Жиров, М.Бухаров  | Репліка А-1 аматорської конструкції. Модифікація у вигляді мотопланера (2 двигуни з тягнучими гвинтами). Фото і відео були опубліковані в мережі. |
| УРСР      | «Юніор-1»          | 1985-1987 | А-1           | 1         | Ю.Скотніков         | Був представлений на злеті малої авіації СЛА-87. Літак тестував льотчик-випробовувач 1-го класу Світовий рекордсмен з планеризму Євген Олександрович Літвінчєв. Планувався випуск планерів малою серією у Центрі авіаційної науково-технічної творчості відділення СЛА Київського механічного заводу імені О.К. Антонова. Юрій Скотніков деякий час працював інструктором польотів аероклубу «Чайка». |
| РФ        |                    | 1990-2000 | А-1           | 1         |                     | Репліка А-1 аматорської конструкції. Фото та відео польоту були опубліковані в мережі. |
| Україна   |                    | 1990-2000 | А-1           | 1         |                     | Репліка А-1 аматорської конструкції, не завершено. Фото з демонстрації у Харкові були опубліковані в мережі. |
| РФ        |                    | 2012-2017 | А-1           | 1         | В.Суворов, В.Галкін | Репліка А-1 аматорської конструкції, не завершено. Фото були опубліковані в мережі. |
| РФ        |                    | 2018-2022 | А-1           | 1         | П.Тельман           | Репліка А-1 аматорської конструкції, не завершено. Фото і відео були опубліковані в мережі. |
| РФ        |                    | 2019-2022 | А-1           | 1         | VGS Russia          | Репліка А-1 аматорської конструкції, не завершено. Фото були опубліковані в мережі. |

## Специфікація

### A-1 (Ус-4)
Джерело Красільщиков 1991, 230
Основні характеристики
- Екіпаж: Один пілот
- Довжина: 5,60 м (18 фт 5 дм)
- Розмах крила: 10,56 м (34 фт 8 дм)
- Висота: 1,70  м (5 фт 7 дм)
- Площа крила: 15,6 м² (168 кв. фт)
- Маса порожнього: 92 кг (200 lb)
- Злітна маса: 164 кг (361 lb)

Льотні характеристики
- Максимальна швидкість: 70 км/год (40 миль/год)
- Швидкість зниження: 1,2 м/с (240 фт/хв)

### THK-4
Джерело Красільщиков 1991, 230
Основні характеристики
- Екіпаж: 1 пілот
- Довжина: 5.58 м ( фт  дм)
- Розмах крила: 10,57 м ( фт  дм)
- Висота: 2.24  м ( фт  дм)
- Маса порожнього: 115 кг ( lb)
- Злітна маса: 200 кг ( lb)

Льотні характеристики
- Максимальна швидкість: 70 км/год (40 миль/год)
- Швидкість зниження: 1,2 м/с (240 фт/хв)

### Юніор-1
Джерело Стаття в  журналі
Основні характеристики
- Екіпаж: 1 пілот
- Довжина: 5.6 м ( фт  дм)
- Розмах крила: 10,6 м ( фт  дм)
- Висота: 2.24  м ( фт  дм)
- Площа крила: 15.6 м² ( кв. фт)
- Маса порожнього: 85 кг ( lb)
- Злітна маса: 200 кг ( lb)

Льотні характеристики
- Максимальна швидкість: 90 км/год ( миль/год)
- Швидкість зниження: 1,2 м/с (240 фт/хв)

## Галерея

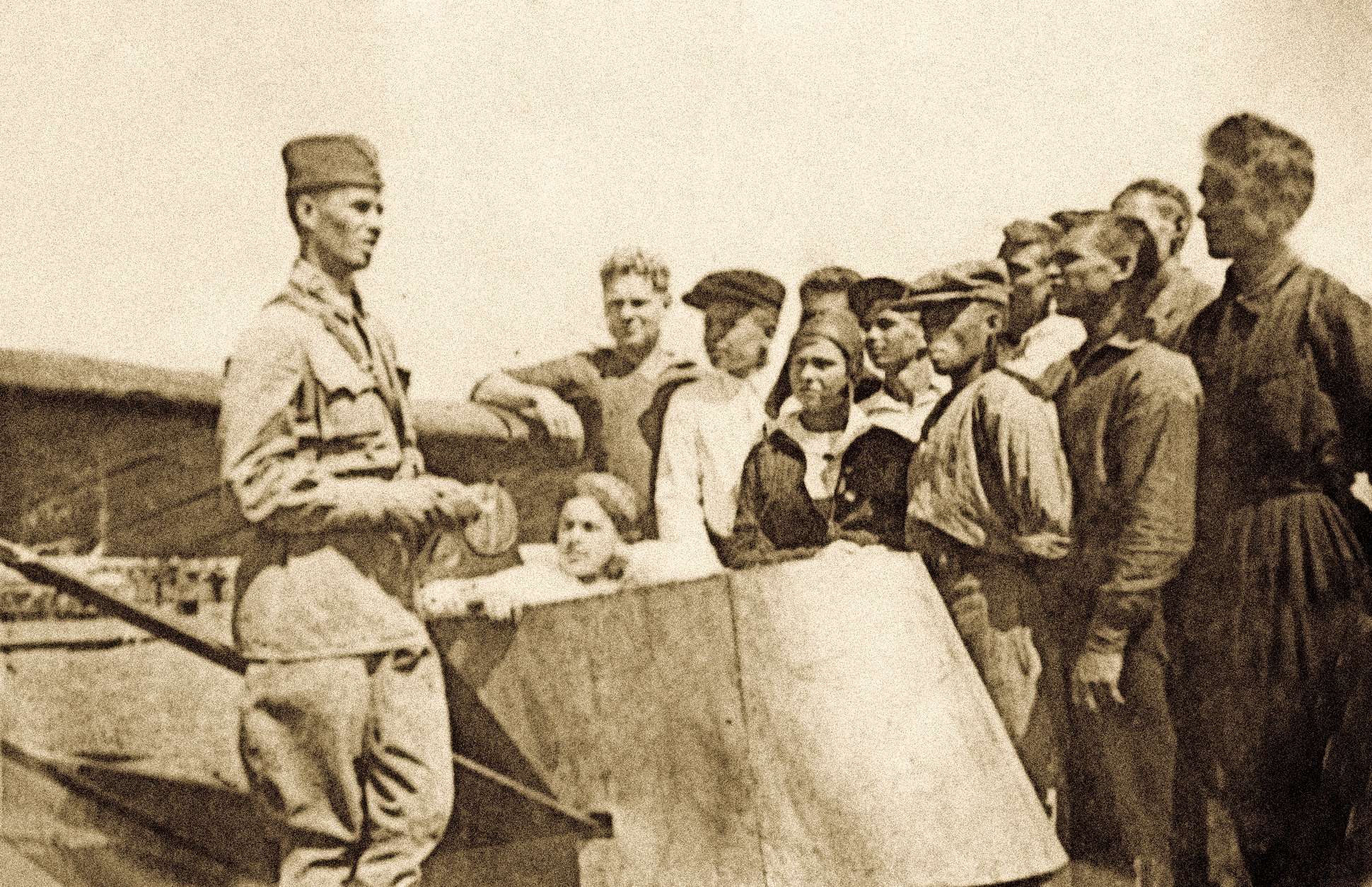
Тренування ДОСААФ СРСР на Ус-4
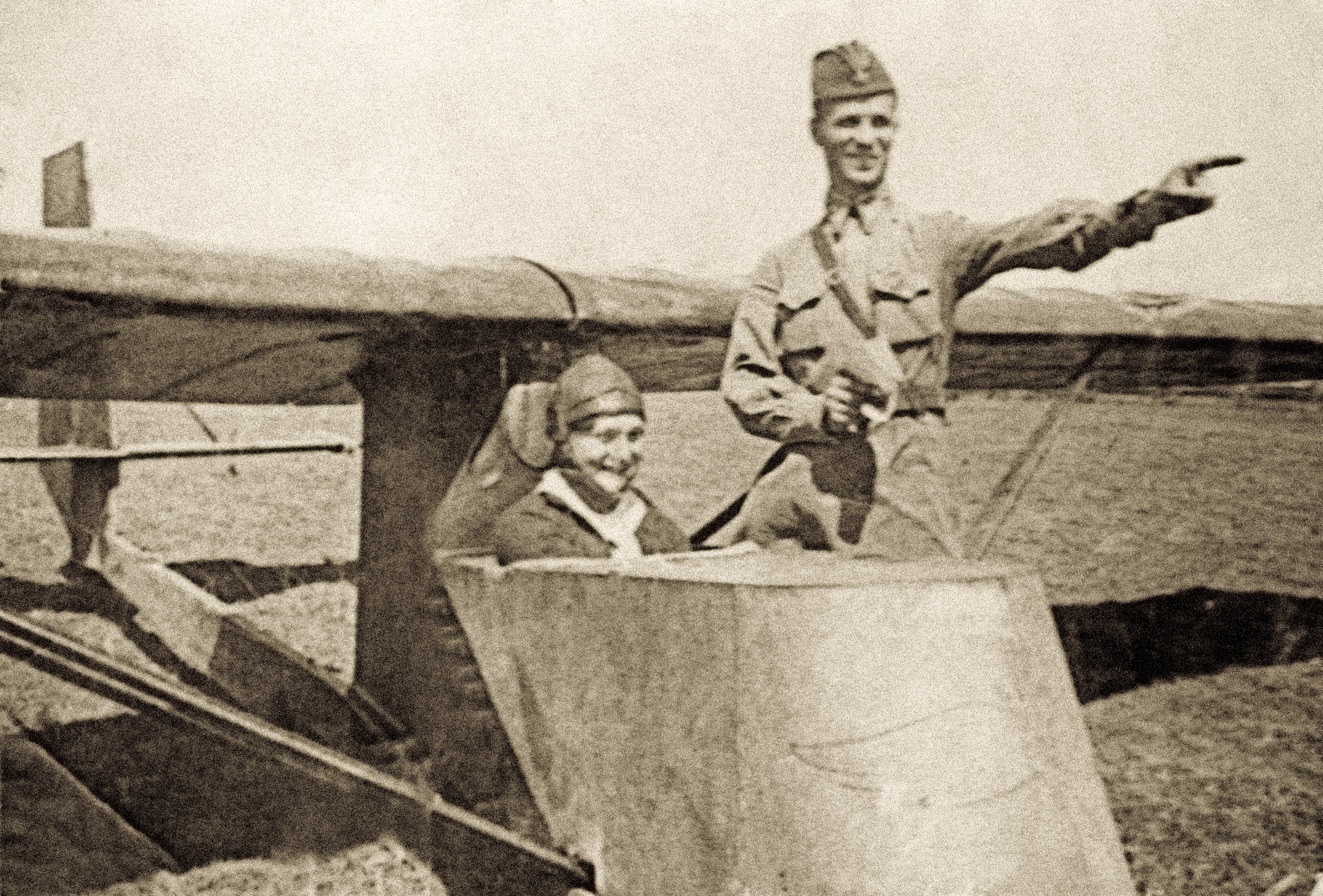
Тренування ДОСААФ СРСР на Ус-4
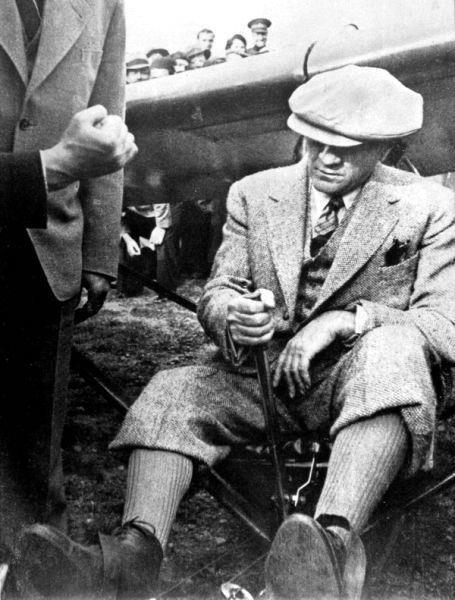
Мустафа Ататюрк за штурвалом Ус-4
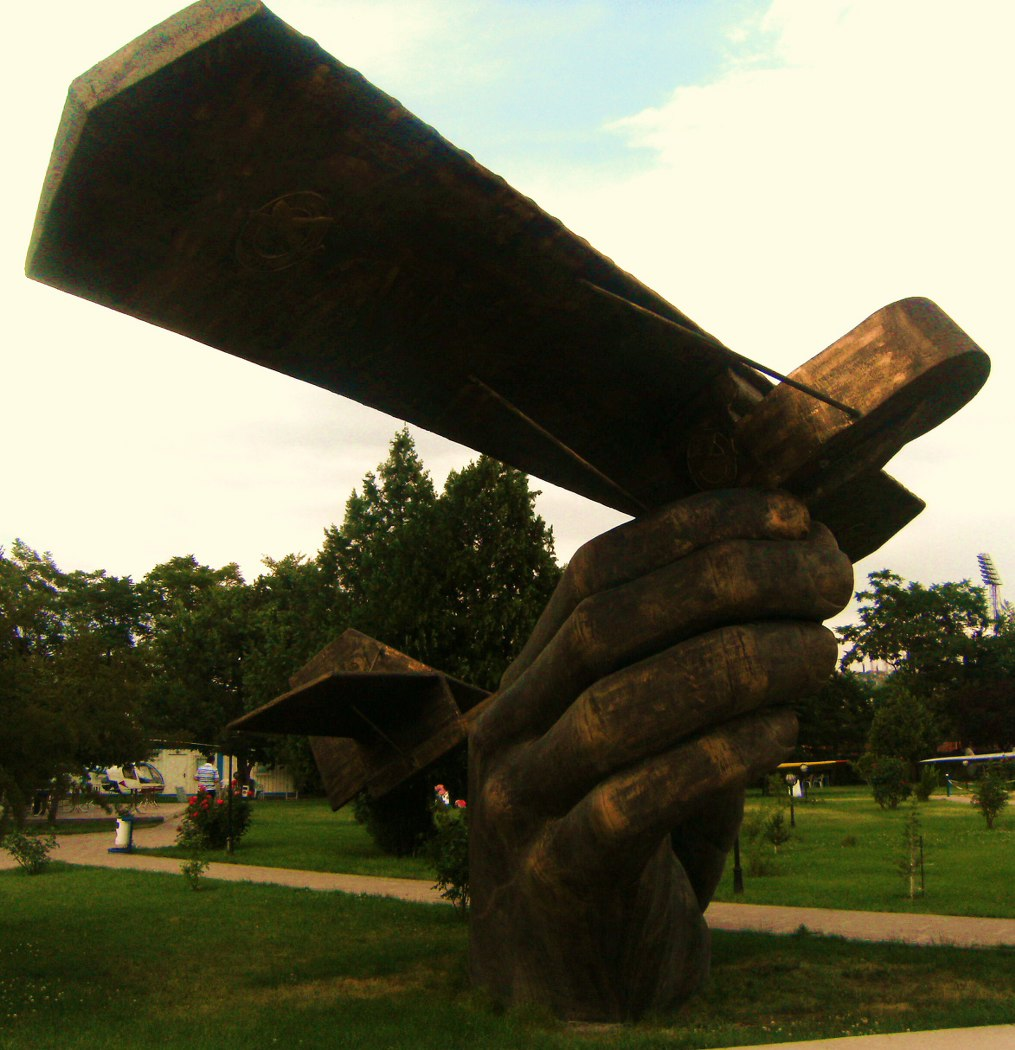
Пам'ятник планеру THK-4 в Анкарі

#### Відео
- Старт планера П-с1 или П-с2 на YouTube
- Старт планера БС-5 Антонова на YouTube (Тушино, 1938)